# Hans Biebow
Hans Biebow, född den 18 december 1902 i Bremen, död den 23 juni 1947 i Łódź, var en tysk nazistisk politiker. Han var 1940–1944 chef för den tyska förvaltningen i Łódź getto.
Biebow var ursprungligen köpman och inträdde år 1937 i NSDAP. År 1940 blev han chef för förvaltningen i Łódź getto och kom bland annat att organisera deportationerna av judar till förintelselägret i Chełmno. Mordechai Chaim Rumkowski, ledare för gettots Judenrat, var underordnad Biebow och rapporterade direkt till denne.
Efter andra världskriget utlämnades Biebow till Polen och ställdes inför rätta för krigsförbrytelser. År 1947 dömdes han till döden och avrättades genom hängning.